# Henri Mathias Berthelot
Henri Mathias Berthelot (1861-1931) fue un general francés que se distinguió en la Primera Guerra Mundial. Estuvo en el Estado Mayor de Joseph Joffre, jefe del Ejército francés, durante la primera batalla del Marne y luego asumió el mando de un cuerpo de ejército en el frente occidental. En 1917 contribuyó a la reorganización del Ejército rumano tras el descalabro que había sufrido este el otoño anterior. En el verano de 1918, mandó el 5.º Ejército francés y algunas unidades menores británicas e italianas en la segunda batalla del Marne. En los últimos momentos de la guerra volvió a Rumanía. Posteriormente, mandó durante breve tiempo las fuerzas francesas que participaron en la guerra civil rusa.

## Juventud
En 1883, tras graduarse en la Academia Militar de Saint-Cyr, Berthelot fue enviado a Argelia y luego a Indochina.
En 1907 ingresó en el Estado Mayor. Colaboró con el general Joseph Joffre en la elaboración del principal plan de guerra francés, denominado Plan XVII.

## Primera Guerra Mundial

### Oficial del Estado Mayor en el Marne
Al estallar la guerra en 1914, Berthelot era vicejefe del Estado Mayor de Joffre, sometido a la autoridad de Emile Belin. De él dependían las secciones segunda (espionaje) y tercera (operaciones) del Estado Mayor; las secciones primera (personal y transporte de material) y la Direction de l’Arriere (líneas de comunicaciones) dependía del otro vicejefe, el general Deprez, al que a mediados de agosto sustituyó el coronel Maurice Pellé, antiguo agregado militar en Berlín.
El jefe del Ejército británico, John French visitó el Cuartel General francés el 16 de agosto, mientras sus unidades se dirigían a Bélgica, y quedó impresionado por la calma y confianza de Berthelot. Tuchman escribió que Berthelot era “diligente y hábil y, como su homólogo británico el general Wilson, era un optimista nato. Pesaba más de ciento quince kilos”. Berthelot trabajaba en mangas de camisa y pantuflas para soportar del calor del agosto francés. Al igual que Joffre, Berthelot subestimó el poderío alemán; pensaba que si el enemigo atacaba a través de Bélgica, debilitaría su centro en las Ardenas, donde Joffre deseaba atacar, y creyó que los informes que llegaban sobre las fuerzas alemanas desplegadas en Bélgica exageraban la potencia de estas.
Berthelot anotó en su diario (el 26 y 28 de agosto de 1914, tras la batalla de Le Cateau), la tendencia británica a retirarse, justo cuando los británicos se quejaban de la falta de apoyo francés a sus unidades. Aunque Berthelot aconsejó retrasar ligeramente el contraataque que desencadenó la primera batalla del Marne, Joseph Gallieni (gobernador militar de París), lo desató al ordenar al 6.º Ejército que tomase posiciones para atacar y se preparase para hacerlo el 6 de septiembre. Berthelot se quejó de la información sobre el enemigo que obtenía la aviación británica era mejor que la conseguida por la aviación y la caballería francesas.
Como muchos de los mandos aliados, Berthelot confiaba en que la victoria en el Marne conllevaría el triunfo en la guerra. El 13 de septiembre le indicó a Wilson que los Aliados estarían en Elsenborn, junto a la frontera germano-belga, en tres semanas, mientras que Wilson creía que tardarían apenas una semana más de lo previsto por el general francés.

### General de división y jefe de cuerpo de ejército
En noviembre de 1914, le asignaron el mando de las fuerzas de reserva destinadas en Soissons y luego el de la 53.ª División.
A comienzos de 1915, Berthelot servía como parte del 6.º Ejército de Maunoury que defendía el sector del frente entre Soissons y Compiègne; su unidad tenía al 2.º Ejército a la izquierda y al 5.º de Sarrail a la derecha. Todas estas unidades participaron en maniobras de distracción que debían facilitar el ataque en el Argonne, Lorena y los Vosgos. El 6.º Ejército también realizó un ataque de distracción al norte de Soissons y del Aisne, una zona con potentes defensas alemanas y en las que la retirada alemana se había detenido en septiembre. El asalto de las fuerzas de Berthelot les permitió tomar la colina 132 al oeste de Crouy tras una batalla que se libró entre el 8 y el 11 de enero de 1915; el 14 del mes, sin embargo, los alemanes, merced a varios contraataques, habían recobrado todo el terreno perdido e incluso habían arrebatado algo más a los franceses. Cinco mil doscientos de estos cayeron prisioneros, mientras que los alemanes tuvieron 5529 bajas; las bajas francesas alcanzaron los 12 411 hombres entre muertos, heridos y desaparecidos, el  40 % de los que habían participado en la operación. La victoria alemana, acaecida muy cerca de París, suscitó las primeras críticas a la actuación del mando francés. El ministro de la Guerra, Millerand, criticó a Joffre, que a su vez reprendió a Maunoury, quien, por su parte, culpó del revés a Berthelot; este y dos generales de división perdieron sus puestos. El descalabro originó también un agrio debate en el Parlamento francés, que acababa de retomar las sesiones el 12 de enero tras regresar de Burdeos.
Posteriormente Berthelot mandó el XXXII Cuerpo de Ejército en la batalla de Verdún; a la unidad se la retiró de la batalla a mediados de junio de 1916. Debía partir luego para participar en la batalla del Somme cuando se decidió asignarlo de nuevo al Cuartel General el 20 de septiembre, para que preparase su misión en Rumanía.

### En Rumanía
Rumanía entró en guerra, en el bando aliado, en agosto de 1916. Joffre había escogido al general De Langle de Cary para encabezar la misión militar francesa en Rumanía, pero el embajador francés en Bucarest,  Charles de Saint Aulaire rechazó la elección. Se nombró por tanto a Berthelot, que llegó a Iași el 15 de octubre y asumió el cargo de jefe de la misión militar francesa al día siguiente. Para entonces las unidades de los Imperios Centrales que mandaba el general Von Falkenhayn ya se habían abierto paso por los puertos carpáticos (el 11 de octubre) y se habían apoderado de Valaquia y la Dobruya.
De la misma manera que Francia había reconstruido el Ejército serbio tras la derrota del otoño de 1915 y lo había desplegado en el frente macedonio, entre enero y junio de 1917, Berthelot supervisó la reorganización y adiestramiento del rumano. La misión militar francesa que encabezaba Berthelot contaba con casi cuatrocientos oficiales y mil soldados. Los franceses les mandaron a los rumanos setenta y cuatro cañones de 75 mm y sopesaron enviarles otros ciento dos, además de ciento veinte cañones pesados del modelo 120L; la misión solicitó a los británicos que enviasen obuses. De camino a Francia de vuelta de una visita a San Petersburgo a comienzos de 1917, poco antes de la Revolución de Febrero, el general De Castelnau se detuvo en Rumanía para tratar con Berthelot, que le comunicó que el Ejército rumano no estaría listo para retomar el combate hasta el 15 de mayo. En agosto de 1917, Foch envió al general Albert Niessel (que hablaba ruso y había mandado el IX Cuerpo de Ejército), a Rusia (para entonces ya una república regida por el Gobierno provisional) con la esperanza de que este repitiese la hazaña que Berthelot había logrado con el Ejército rumano.
En el verano de 1917, Rumanía había reconstituido diez divisiones, y otras cinco estaban casi listas, a la espera de recibir la dotación de artillería. Berthelot logró que se entregase a los rumanos más munición y se les asignase un cuerpo médico para combatir la extensión del tifus en sus filas. El resultado del programa de reconstitución de las Fuerzas Armadas rumanas quedó patente en agosto de 1917,cuando el ejército de Alexandru Averescu quebró las líneas enemigas en la batalla de Mărăşti. El contraataque enemigo, dirigido por Von Mackensen y que tenía por objetivo ocupar las partes del país aún libres de ocupación (Moldavia) y el puerto ruso de Odesa, fue detenido en las batallas de Mărăşeşti y Oituz. En consecuencia, el jefe del Estado Mayor estadounidense Hugh L. Scott alabó la labor de Berthelot, al que calificó de “general brillante”.
Sin embargo, cuando los bolcheviques se retiraron de la contienda, Rumanía quedó rodeada por las fuerzas de los Imperios Centrales y no tuvo más remedio que firmar el armisticio el 9 de diciembre de 1917, al que siguió la rúbrica del tratado de paz el 7 de mayo de 1918. La misión militar francesa estaba obligada a abandonar el territorio rumano. Por insistencia de Berthelot, los Gobiernos británico y francés emitieron una nota en la que reconocían el esfuerzo bélico rumano y admitían que la nación se había visto forzada por las circunstancias a firmar la paz, paz impuesta por el enemigo que los Aliados no respetarían.

### Al frente del 5.º Ejército francés
En junio de 1918, se le envió de misión a Estados Unidos; a su regreso, el 5 de julio, se le confió el mando del 5.º Ejército. Sustituyó a Buat, quien a su vez había remplazado brevemente a Micheler; Buat sustituyó a Anthoine (considerado «demasiado pesimista» tras la derrota en la tercera batalla del Aisne) como jefe del Estado Mayor del Cuartel General francés.
El 16 de julio, Pétain (jefe del Ejército) asignó dos nuevas divisiones al ejército de Berthelot. El 5.º Ejército atacó el flanco derecho del saliente del Marne dos días después, entre Dormans y Prunay.
El 10 de julio, Berthelot reanudó el ataque más velozmente de lo previsto al enviar directamente al frente al XXII Cuerpo de Ejército británico, junto a las agotadas tropas del II Cuerpo de Ejército italiano de Albricci. Los británicos recibieron orden de acometer al enemigo a lo largo del valle del Ardre, hacia Fismes, donde aquel desemboca en el Vesle. Godley, el jefe británico de la unidad, se mostró descontento por que esta tuviese que entrar en combate a toda prisa, sin artillería, aunque luego admitió que la decisión de Berthelot había sido correcta. Públicamente Berthelot alabó la bizarría del cuerpo de ejército británico, en lo que coincidió con Fayolle, jefe del Grupo de Ejércitos Norte; en privado, sin embargo, se mostró más crítico con su forma de combatir, que consideraba demasiado inclinada a la retirada.

### De nuevo en Rumanía
Se lo llamó a París tras la victoria de Louis Franchet d'Espèrey en Salónica de finales de septiembre de 1918, que determinó la rendición de Bulgaria. El 1 de octubre de 1918 recibió orden de ponerse a la cabeza del nuevo Ejército del Danubio; este debía recibir sus suministros de Salónica, pero no estaba sometido al mando de Franchet d'Esperey —algo que disgustó a este—, sino que dependía directamente de París. Su misión era atravesar Bulgaria y asegurarse de que Rumanía retomase las armas. Berthelot esperaba infligir una gran derrota a Austria-Hungría, pero esta se rindió antes de que pudiese lograrlo. Pese a ello, persuadió a las autoridades rumanas para que reanudasen las hostilidades contra los Imperios Centrales justo antes de que estas concluyesen (el 10 de noviembre, un día antes del fin de los combates en el frente occidental).
Berthelot avanzó hacia Bucarest y entró en Giurgiu; en esta el 15 de noviembre se dio su nombre y el de otros dos soldados fallecidos al cruzar el Danubio a varias calles de la localidad. 
Colaboró con el Ejército rumano en la guerra rumano-húngara y en la lucha contra los bolcheviques de Besarabia.

## Efímero mando en Rusia
Tras la firmar del armisticio, a Berthelot se lo envió al sur de Rusia al mando de una división francesa. Los soldados franceses se retiraron de Odesa en la primavera de 1919. Cuando regresaba a Francia, hubo un motín en el barco en el que viajaba Berthelot.
El 11 de noviembre de 1919, durante el desfile de la victoria que se celebró en París, Berthelot le indicó al general Foch cuando pasaba un destacamento rumano: «¡Foch, salude, que son de la familia!».

## Entreguerras
De 1919 a 1922, sirvió como gobernador militar de Metz, y de 1923 a 1926, de Estrasburgo.
De 1920 a 1926, fue miembro del Conseil Général de Guerre (Junta Suprema de Guerra) y participó en la decisión de construir la línea Maginot.
Falleció en 1931 y se lo enterró en Nervieux, en el departamento de Loira.

## Legado de Berthelot en Rumanía

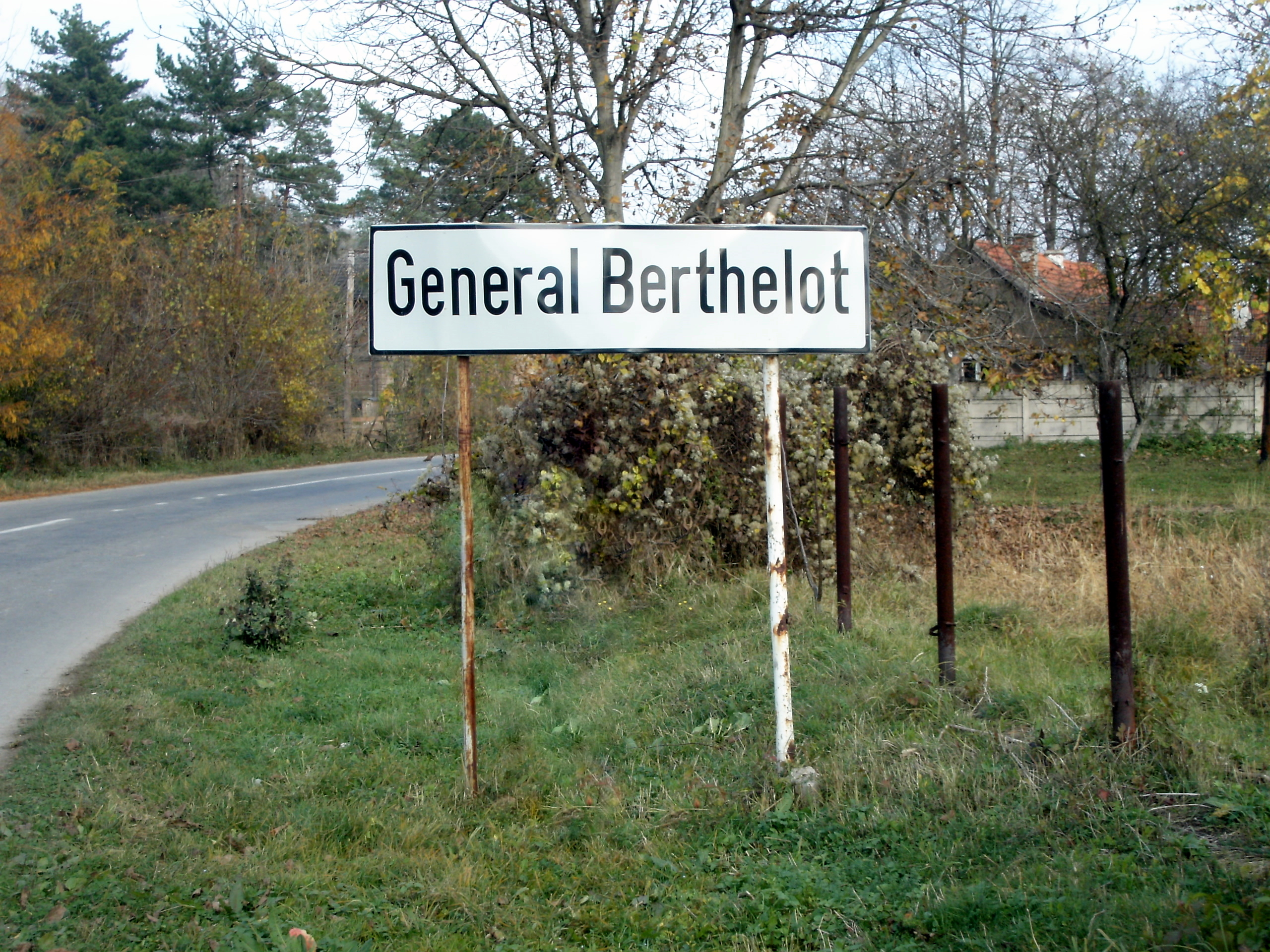
La entrada al pueblo bautizado en honor de Berthelot en Rumanía.

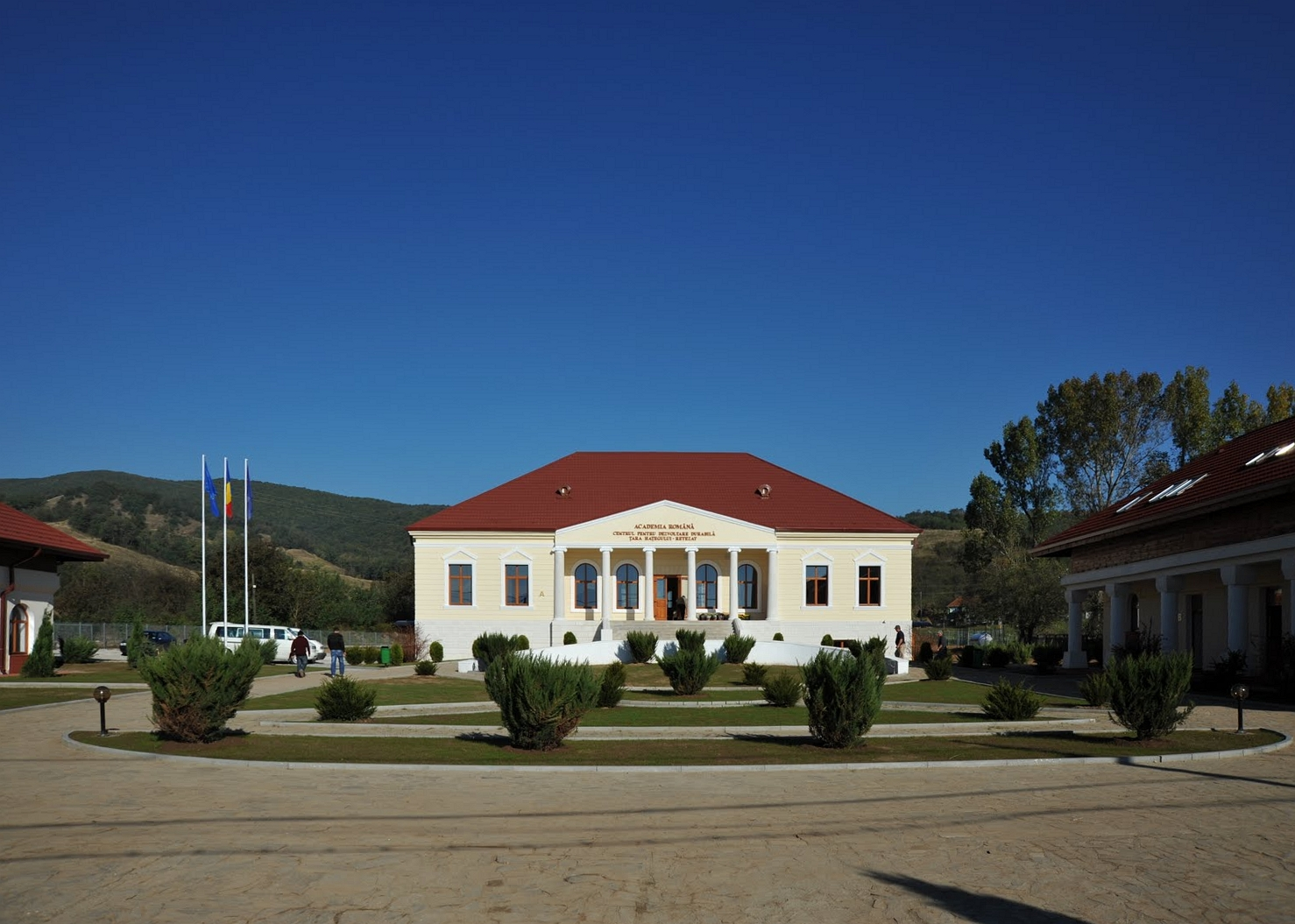
La casa de campo del general Berthelot, tras su restaudarción.

En agradecimiento por la labor del Ejército francés en la liberación del país y en especial por el papel desempeñado por Berthelot, el Parlamento rumano le concedió a este la ciudadanía honoraria y el rey Fernando le regaló al general unas fincas en el pueblo transilvano de Fărcădin, que se habían confiscado a la familia de Franz Nopcsa von Felső-Szilvás. Las tierras albergaban una casa de campo, campos de labor, un huerto y un bosque.
En 1923, el Ayuntamiento decidió renombrar el pueblo y llamarlo «General Berthelot». En 1926, la Academia Rumana hizo de Berthelot miembro no numerario del organismo. Berthelot legó sus propiedades en Fărcădin a la academia.
Durante el periodo comunista, el castillo fue saqueado y convertido en silo. En 1965 el pueblo recibió un nuevo nombre: Unirea (Unión). En 2001, tras el derrocamiento de Ceauşescu, el municipio recuperó su nombre anterior tras una votación local.
En Rumanía varias escuelas, calles y avenidas llevan el nombre del general francés.